# Festival international du film de la Mer Rouge
Le Festival international du film de la mer Rouge  ou Red Sea International Film Festival (مهرجان البحر الأحمر السينمائي الدولي) est un festival de cinéma lancé en 2019 et organisé à Djeddah, dans l'ouest de l'Arabie saoudite. Le festival cherche à établir une base solide pour le développement de l'industrie cinématographique en Arabie saoudite qui pourrait contribuer à diversifier les revenus du pays dans une logique de diversification de ces revenus au delà des revenus pétroliers. La première édition du festival s'est tenue dans la vieille ville de Djeddah en décembre 2021.

## Contexte de la création
Le festival veut participer à mettre en exergue les talents cinématographiques émergents d'Arabie saoudite, du monde arabe et du reste du Sud global, et correspond à une volonté d'établir une base pour l'industrie cinématographique en Arabie saoudite qui pourrait contribuer à terme à diversifier les revenus du pays, au delà des revenus pétroliers,,. À ce titre le festival reçoit une aide financière de l'état saoudien et bénéficie du support et des largesses du prince héritier Mohammed ben Salmane (encore appelé MBS), dans le cadre d'une politique de soft power culturel.
Le festival se tient dans la vieille ville de Djeddah. La première édition du festival s'est dérouléee du 6 décembre au 15 décembre 2021,. Des personnalités internationales de la culture et du cinéma était présentes dont, parmi les invités français, l'actrice Catherine Deneuve, le réalisateur Gaspar Noé, l'ancien ministre de la Culture et président de l'Institut du monde arabe, Jack Lang, et le délégué général du festival de Cannes, Thierry Frémaux. Chaque édition du festival voit la participation de stars internationales du divertissement, comme en 2023 Johnny Depp, Will Smith, Sharon Stone ou Diane Kruger. Un marché destiné aux professionnels de la réalisation audiovisuelle se tient en parallèle du festival.

## Membre du Jury de la Compétition
2021
- Giuseppe Tornatore (président du jury) : réalisateur et scénariste  Italie
- Abdulaziz Alshlahei : réalisateur  Arabie saoudite
- Cherien Dabis : actrice et productrice  Palestine  États-Unis
- Hend Sabri : actrice  Tunisie
- Daniela Michel : fondatrice du Festival international du film de Morelia  Mexique

2022
- Oliver Stone (président du jury) : réalisateur et scénariste  États-Unis
- Nelly Karim : actrice et danseuse classique  Égypte
- Kaouther Ben Hania : réalisatrice  Tunisie
- Levan Koguashvili : réalisateur  Géorgie
- Ali Suliman : acteur  Palestine

2023
- Baz Luhrmann : réalisateur  Australie
- Joel Kinnaman : acteur  Suède  États-Unis
- Freida Pinto : actrice  Inde
- Amina Khalil : actrice  Égypte
- Paz Vega : actrice  Espagne

2024
- Spike Lee : réalisateur et scénariste  États-Unis
- Abu Bakr Shawky : scénariste et réalisateur  Égypte  Autriche
- Minnie Driver : actrice  Royaume-Uni
- Tuba Büyüküstün : actrice  Turquie
- Daniel Dae Kim : acteur  États-Unis